# Villard-Reymond
Pour les articles homonymes, voir Villard et Reymond.
Villard-Reymond est une commune française située dans le département de l'Isère, en région Auvergne-Rhône-Alpes.
Ses habitants sont appelés les Petarons (Petarones). Cette commune alpine, célèbre pour son patrimoine naturel, se situe à 1 620 mètres d'altitude. C'est l'une des communes les moins peuplées du département

## Géographie
Villard-Reymond possède un patrimoine naturel et géographique de qualité permettant la randonnée telle que la Tête de Louis XVI, l'ascension du Grand et Petit Renaud, la Maison des Loups, de la Cabane du Berger et Pré-Gentil. Villard-Reymond, s'avère être, outre les stations de ski, le deuxième village le plus haut de France (1 620 mètres d'altitude). Un torrent, facile d'accès, est propice à la baignade.

### Climat
Pour des articles plus généraux, voir Climat d'Auvergne-Rhône-Alpes et Climat de l'Isère.
En 2010, le climat de la commune est de type climat de montagne, selon une étude du Centre national de la recherche scientifique s'appuyant sur une série de données couvrant la période 1971-2000. En 2020, Météo-France publie une typologie des climats de la France métropolitaine dans laquelle la commune est exposée à un climat de montagne ou de marges de montagne et est dans une zone de transition entre les régions climatiques « Alpes du nord » et « Alpes du sud ». 
Pour la période 1971-2000, la température annuelle moyenne est de 6 °C, avec une amplitude thermique annuelle de 15,5 °C. Le cumul annuel moyen de précipitations est de 1 048 mm, avec 10,7 jours de précipitations en janvier et 8,1 jours en juillet. Pour la période 1991-2020, la température moyenne annuelle observée sur la station météorologique de Météo-France la plus proche, « Alpe-d'Huez », sur la commune de Huez à 6 km à vol d'oiseau, est de 5,1 °C et le cumul annuel moyen de précipitations est de 994,8 mm,. Pour l'avenir, les paramètres climatiques de la commune estimés pour 2050 selon différents scénarios d'émission de gaz à effet de serre sont consultables sur un site dédié publié par Météo-France en novembre 2022.

## Urbanisme

### Typologie
Au 1er janvier 2024, Villard-Reymond est catégorisée commune rurale à habitat très dispersé, selon la nouvelle grille communale de densité à sept niveaux définie par l'Insee en 2022.
Elle est située hors unité urbaine et hors attraction des villes,.

### Occupation des sols
L'occupation des sols de la commune, telle qu'elle ressort de la base de données européenne d’occupation biophysique des sols Corine Land Cover (CLC), est marquée par l'importance des forêts et milieux semi-naturels (96,7 % en 2018), en diminution par rapport à 1990 (100 %). La répartition détaillée en 2018 est la suivante : 
forêts (39,3 %), milieux à végétation arbustive et/ou herbacée (36,5 %), espaces ouverts, sans ou avec peu de végétation (20,8 %), zones agricoles hétérogènes (3,3 %). L'évolution de l’occupation des sols de la commune et de ses infrastructures peut être observée sur les différentes représentations cartographiques du territoire : la carte de Cassini (XVIIIe siècle), la carte d'état-major (1820-1866) et les cartes ou photos aériennes de l'IGN pour la période actuelle (1950 à aujourd'hui).

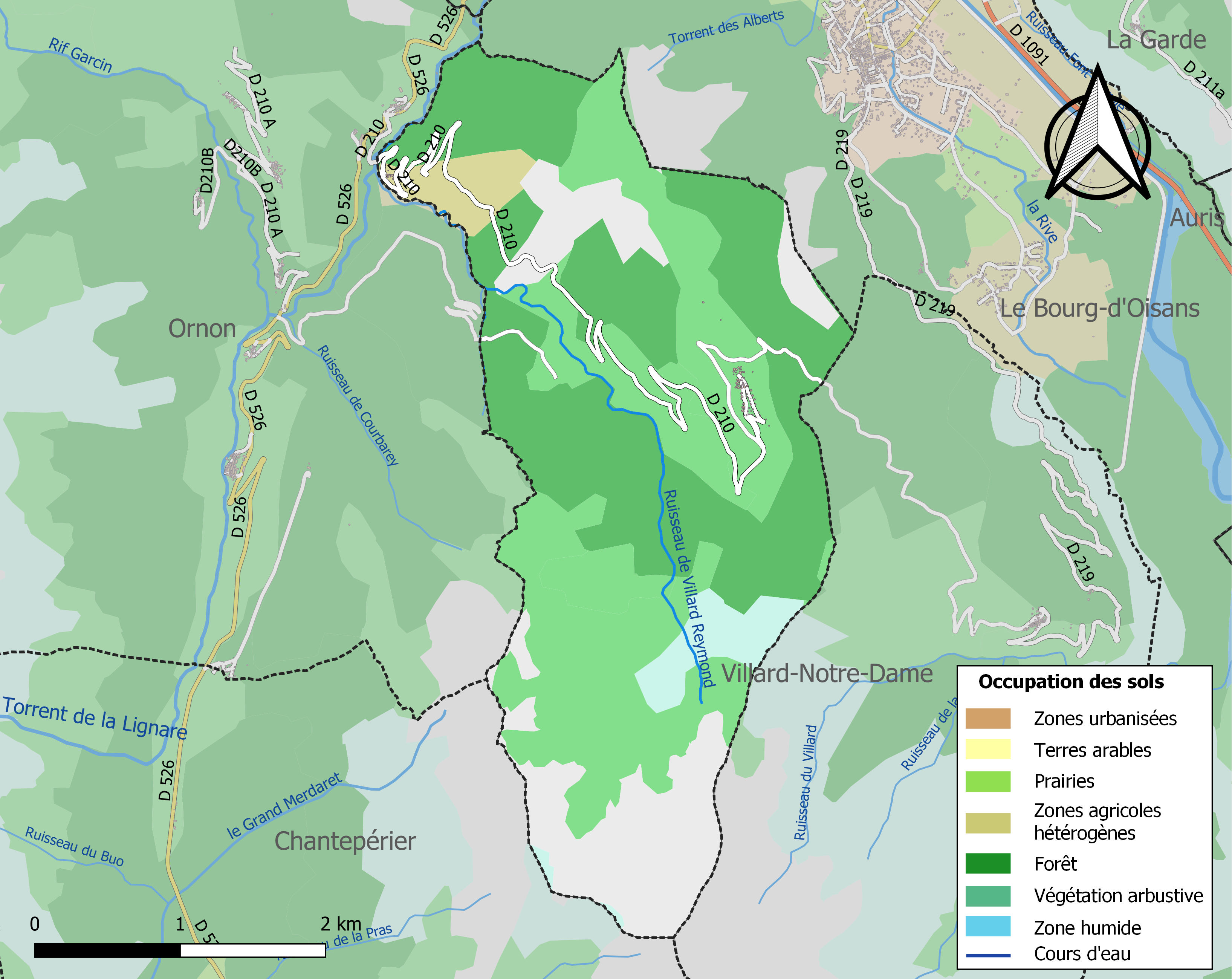
Carte des infrastructures et de l'occupation des sols de la commune en 2018 (CLC).

## Histoire
Difficile de déterminer si cette anecdote relève du mythe ou pas mais l'abbé Feur, prêtre réfractaire lors de la Révolution française se serait caché de longs mois dans une grotte aux environs du village. La localisation de la grotte est seulement connue des « anciens » du village, qui se sont transmis cette légende de père en fils.

## Politique et administration
| Période                                  | Période  | Identité           | Étiquette | Qualité      |
| ---------------------------------------- | -------- | ------------------ | --------- | ------------ |
|                                          | 1995     | André Gardent      |           |              |
| 1995                                     | 2014     | Jean-Marie Perreau |           |              |
| 2014                                     | En cours | Chantal Theysset   | SE        | Agricultrice |
| Les données manquantes sont à compléter. |          |                    |           |              |

À l'issue des élections municipales de mars 2014, la liste "Villard Reymond -  Villard Passion" a obtenu 84 % des suffrages et Madame Chantal Theysset a été élue maire de Villard Reymond.

## Démographie
L'évolution du nombre d'habitants est connue à travers les recensements de la population effectués dans la commune depuis 1793. Pour les communes de moins de 10 000 habitants, une enquête de recensement portant sur toute la population est réalisée tous les cinq ans, les populations de référence des années intermédiaires étant quant à elles estimées par interpolation ou extrapolation. Pour la commune, le premier recensement exhaustif entrant dans le cadre du nouveau dispositif a été réalisé en 2005.

En 2022, la commune comptait 43 habitants, en stagnation par rapport à 2016 (Isère : +3,07 %, France hors Mayotte : +2,11 %).
| 1793 | 1800 | 1806 | 1821 | 1831 | 1836 | 1841 | 1846 | 1851 |
| ---- | ---- | ---- | ---- | ---- | ---- | ---- | ---- | ---- |
| 265  | 202  | 256  | 273  | 288  | 254  | 247  | 236  | 181  |

| 1856 | 1861 | 1866 | 1872 | 1876 | 1881 | 1886 | 1891 | 1896 |
| ---- | ---- | ---- | ---- | ---- | ---- | ---- | ---- | ---- |
| 213  | 179  | 205  | 177  | 195  | 188  | 181  | 195  | 193  |

| 1901 | 1906 | 1911 | 1921 | 1926 | 1931 | 1936 | 1946 | 1954 |
| ---- | ---- | ---- | ---- | ---- | ---- | ---- | ---- | ---- |
| 185  | 175  | 160  | 106  | 100  | 78   | 74   | 51   | 42   |

| 1962 | 1968 | 1975 | 1982 | 1990 | 1999 | 2005 | 2006 | 2010 |
| ---- | ---- | ---- | ---- | ---- | ---- | ---- | ---- | ---- |
| 21   | 14   | 7    | 25   | 21   | 31   | 47   | 47   | 35   |

| 2015 | 2020 | 2022 | - | - | - | - | - | - |
| ---- | ---- | ---- | - | - | - | - | - | - |
| 43   | 39   | 43   | - | - | - | - | - | - |

## Monuments
Le cimetière, modeste et minuscule, est rempli de vieilles et mystérieuses tombes à décoder. Certaines datent du début du XIXe siècle, mais seules quelques familles possèdent un caveau dans le cimetière de Villard.

### Patrimoine religieux

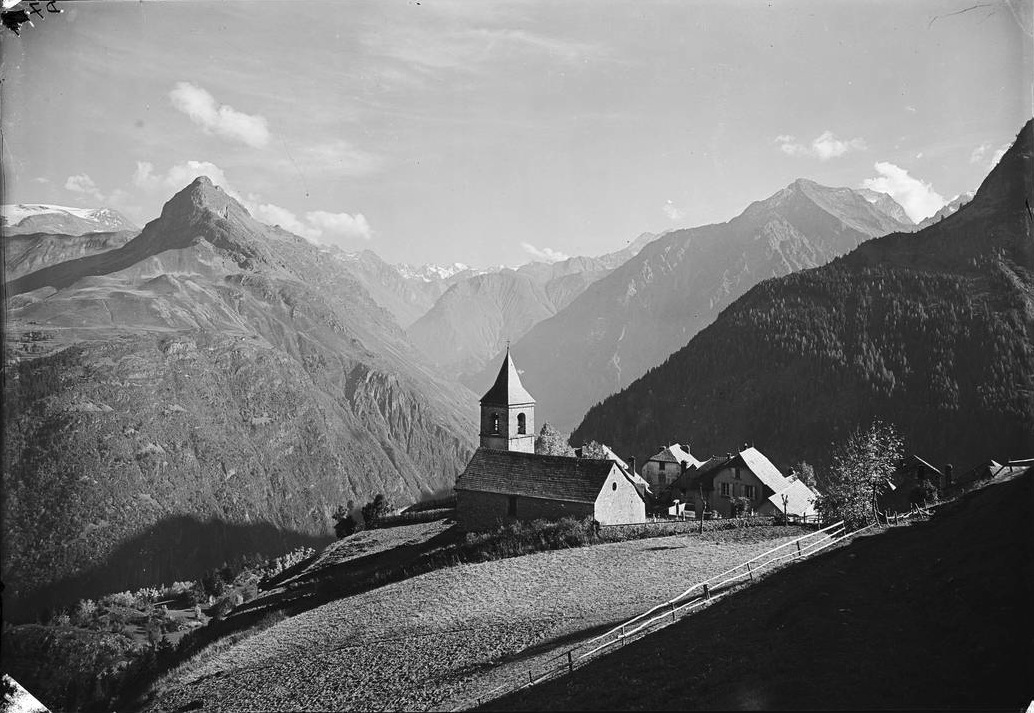
L'église au début du XXe siècle.

Seule la modeste église figure dans le patrimoine religieux de Villard-Reymond. Un autel richement décoré contraste avec les pâles murs du bâtiment.
- Église Saint-Jean-Baptiste de Villard-Reymond

### Patrimoine civil
Le batiment de l'ancienne école primaire du village survit toujours, mais c'est désormais un gîte qui occupe le bâtiment.